# Queerteori
Queerteori er en amerikansk akademisk tilgang, der udforsker og analyserer køn, seksualitet og magtrelationer ud fra et kritisk perspektiv. Det udfordrer traditionelle forståelser af køn og seksualitet og undersøger, hvordan disse koncepter er konstruerede og formet af samfundets normer og magtstrukturer.
Queerteori søger at dekonstruere binære opfattelser af køn og seksualitet, såsom mand/kvinde og heteroseksualitet/homoseksualitet, og anerkender mangfoldigheden inden for disse identiteter og udtryk. Det fokuserer på at undersøge, hvordan samfundets normer og institutioner påvirker og former individuelle og kollektive erfaringer af køn og seksualitet.
Queerteori trækker ofte på andre teoretiske tilgange, såsom poststrukturalisme, feminisme, queer-aktivisme og kritisk teori, og det er blevet anvendt i en række akademiske discipliner, herunder kønsstudier, sociologi, litteratur, kulturstudier og psykologi. Formålet med queerteori er ikke kun at beskrive og analysere, men også at udfordre eksisterende normer og skabe plads for mere inkluderende og retfærdige samfund.